# 黑格林根

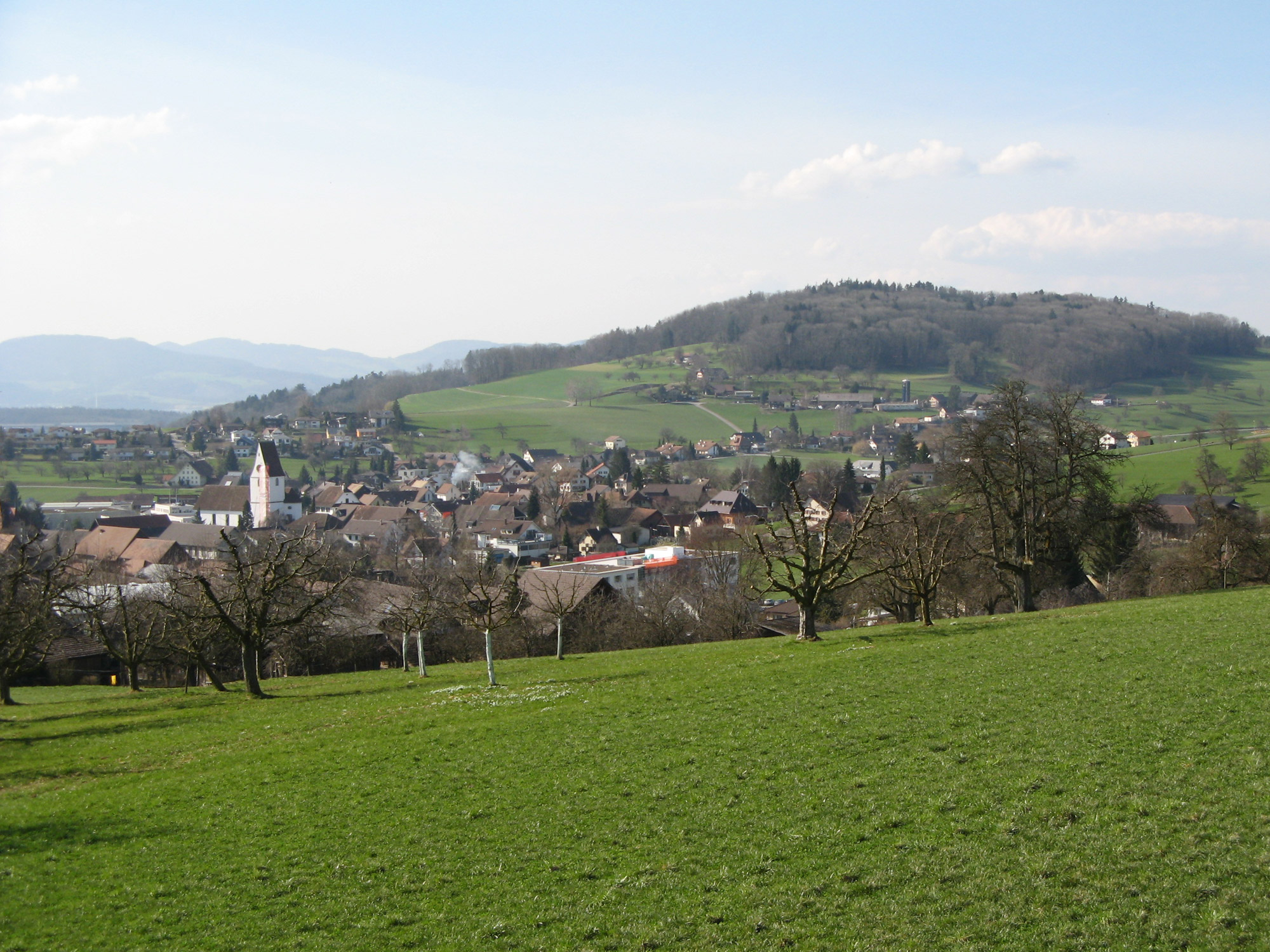

黑格林根是瑞士的城鎮，位於該國北部，由阿爾高州負責管轄，面積7.75平方公里，海拔高度472米，2012年人口2,333，六成人口信奉羅馬天主教，人口密度每平方公里301人。